# بهاءالدین ساوجی
بهاءالدین ساوجی (سده هشتم هجری قمری - ساوه) شاعر اهل ایران است.
وی سال‌ها در خدمت خواجه تاج‌الدین احمد بن محمد بن علی عراقی وزیر امیر مبارزالدین محمد آل مظفر بوده‌ است.
از دیوان اشعار او نسخه‌ای در کتابخانه مدرسه عالی سپهسالار موجود است.